# St. Georg (Urmitz)

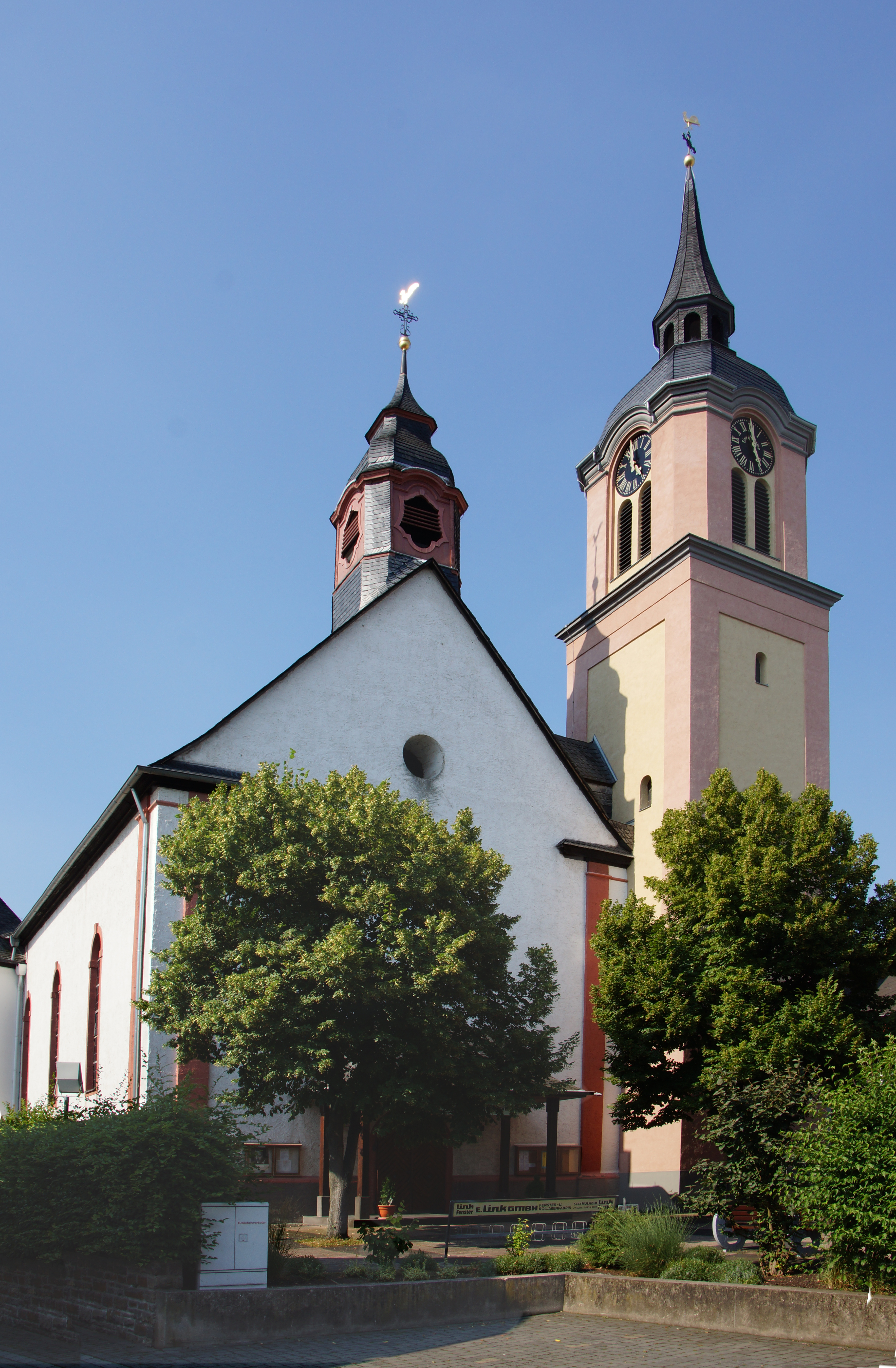
St. Georg, Urmitz

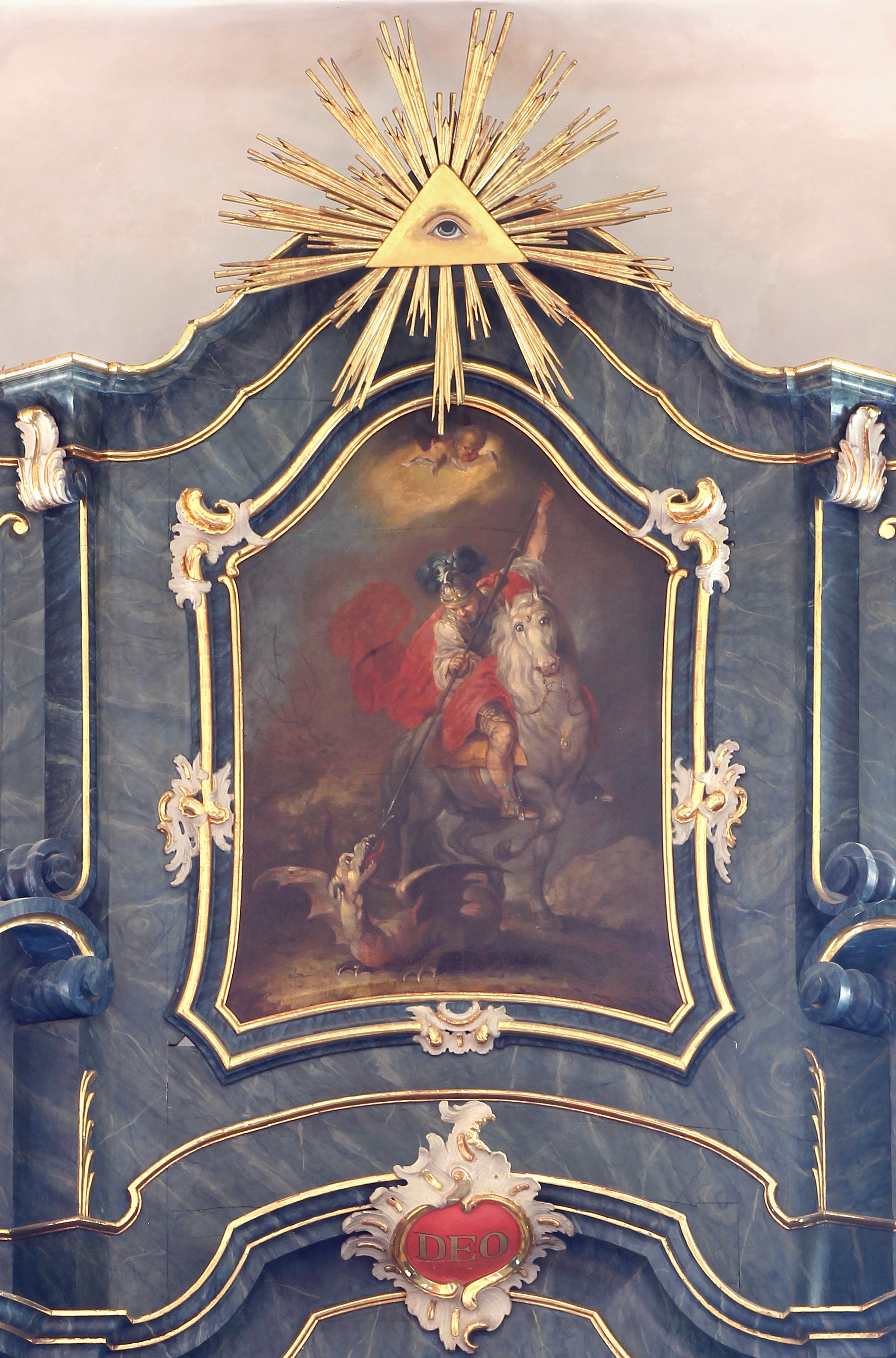
Bild des Schutzheiligen im Hochaltar

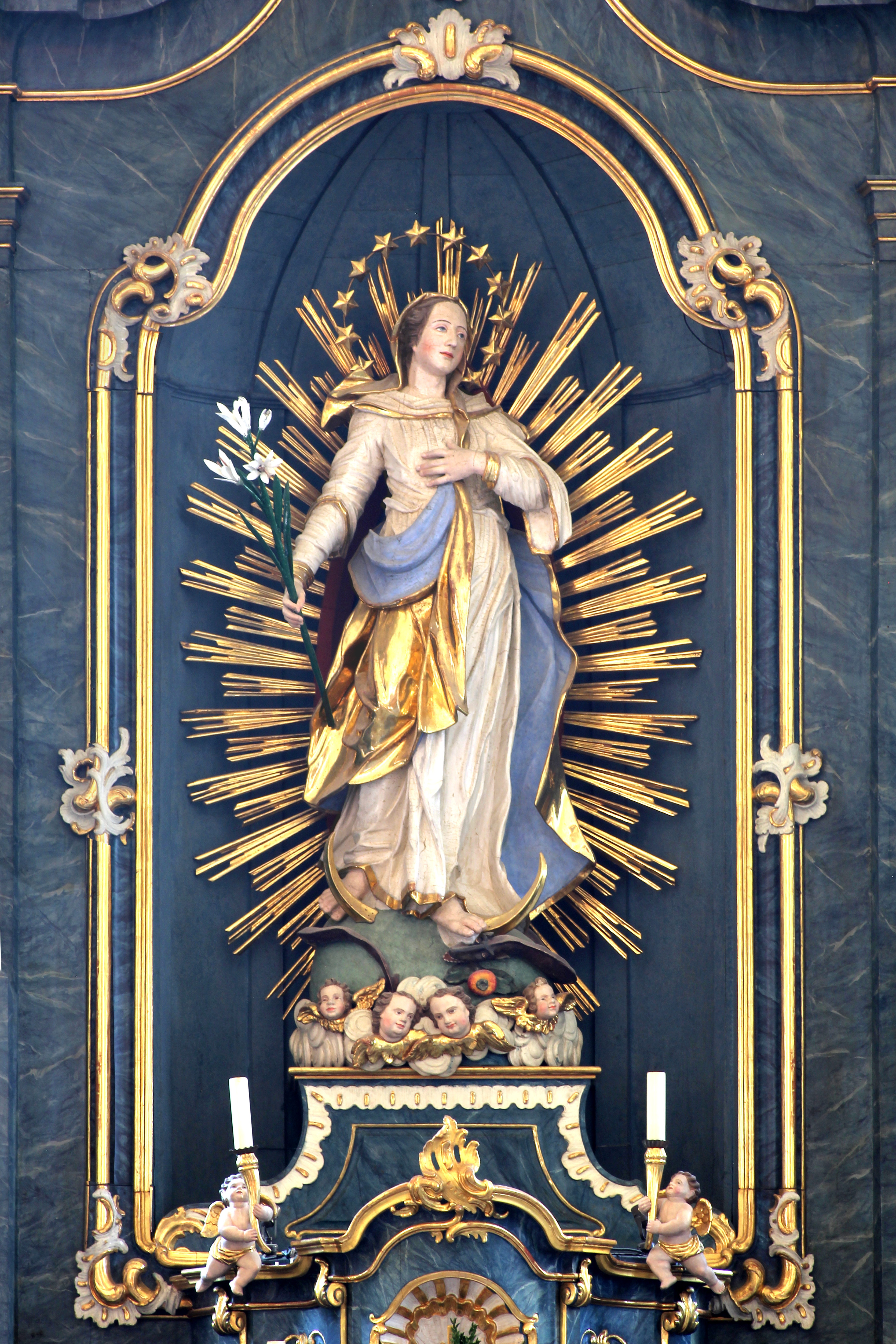
Maria Immaculata

St. Georg ist die nach ihrem Schutzheiligen benannte römisch-katholische Kirche der Gemeinde Urmitz im Landkreis Mayen-Koblenz. Sie steht an der Kirchstraße, etwa 20 Meter vom Ufer des Rheins entfernt. Die Amtsbeschreibung des Amtes Bergpflege von 1784 bezeichnete die Urmitzer Kirche zwölf Jahre nach dem Bau als „die schönste im Amt“. Seit dem 1. Januar 2023 gehört die vorher selbstständige Pfarrkirche zur Großpfarrei Heilig Geist, die die bis dahin selbstständigen Pfarreien in der Verbandsgemeinde Weißenthurm zusammenfasst.

## Geschichte und Baubeschreibung
Die Kirche von Urmitz, nach außen ein schlichter Putzbau mit kleinem Dachreiter auf dem Giebel, wurde 1772 als Saalkirche erbaut. Vor dem Neubau bestand ein wahrscheinlich spätgotischer Bau von 1502, der 1759 als baufällig galt und 1764/65 repariert wurde. Die neue Kirche wurde am 17. Dezember 1772 benediziert und am 11. August 1776 von Kurfürst und Erzbischof Clemens Wenzeslaus konsekriert. Das Kirchenschiff mit je drei hohen Rundbogenfenstern auf der Ost- und der Westseite war im Lichten elf Meter, der Chor mit vier Fenstern und Dreiachtelschluss neun Meter lang; das Schiff elf Meter und der Chor neun Meter breit. Nach oben werden Kirchenschiff und Chor von einem Spiegelgewölbe abgeschlossen. Der Haupteingang ist an der Süd- beziehungsweise Giebelseite. Rechts neben dem Eingang führt im Turm eine Treppe zur Empore.
1961 erhielt die Kirche im vorderen Teil Anbauten an der Ost- und an der Westseite. Der Grundstein zu der Erweiterung wurde am 23. April 1961 gelegt, Einweihung war am 13. Mai 1962. Die Architekten waren der Kölner Dombaumeister Willy Weyres (1903–1989) und sein Mitarbeiter Kobes Bong; die Bauleitung hatte Architekt Josef Helff aus Urmitz.
Der Bau des Kirchturms des Architekten Karl Amsel aus Koblenz und des Maurermeisters Anton Helf aus Urmitz begann 1923/24; fertiggestellt wurde der 37 Meter hohe Turm 1953. Er ist an die Südostseite der nach Nordnordwest ausgerichteten Kirche angebaut. Den Abschluss bildet ein dreiteiliger, geschwungener Helm, auf den aus Kostengründen 26 Jahre lang verzichtet worden war. Der Turm ist aus Bimsstein und nicht wie Bauwerke früherer Zeit aus Bruchstein, weshalb Statiker Bedenken äußerten.

## Ausstattung

### Hochaltar und Statuen
Der Hochaltar von 1774 und die Seitenaltäre mit blauem Marmordekor im Stil des Barock werden Johannes Seiz zugeschrieben. Zierrahmen und Kapitelle der Säulen in der Architektur der Altäre sind in Gold abgesetzt. Der bis in die Höhe des Chors reichende Altaraufbau ist wie die seitlichen bis an die Sohlbänke reichenden Vertäfelungen aus Eichenholz. Zentrales Element des Hochaltars ist in der Mittelnische eine aus Holz geschnitzte Mondsichelmadonna beziehungsweise Maria Immaculata im Strahlenkranz. Mit 2,20 Metern überragt sie alle anderen Heiligenfiguren der Kirche und im Gegensatz zu den übrigen Statuen ist ihr Umhang nicht weiß, sondern innen blau und außen in Gold gehalten. Ein Ölgemälde in einem geschwungenen Rahmen im Oberteil zeigt den Kirchenpatron St. Georg. Es ist ein Werk des in Koblenz geborenen Benedikt Beckenkamp (1747–1828), kurfürstlicher Hofmaler in Ehrenbreitstein. Vorbild für das Gemälde war eine 28 cm hohe und 18 cm breite Entwurfsskizze von 1776 in Öl auf Kupferblech, die heute zur Kunstsammlung des Mittelrhein-Museums in Koblenz gehört. Über dem Bild ist in einem Dreieck und goldenen Strahlen das „Auge Gottes“ angebracht, das die Allgegenwart symbolisiert, darunter in einer Kartusche auf rotem Grund die Buchstaben „DEO“, lateinisch „Mit Gott“.

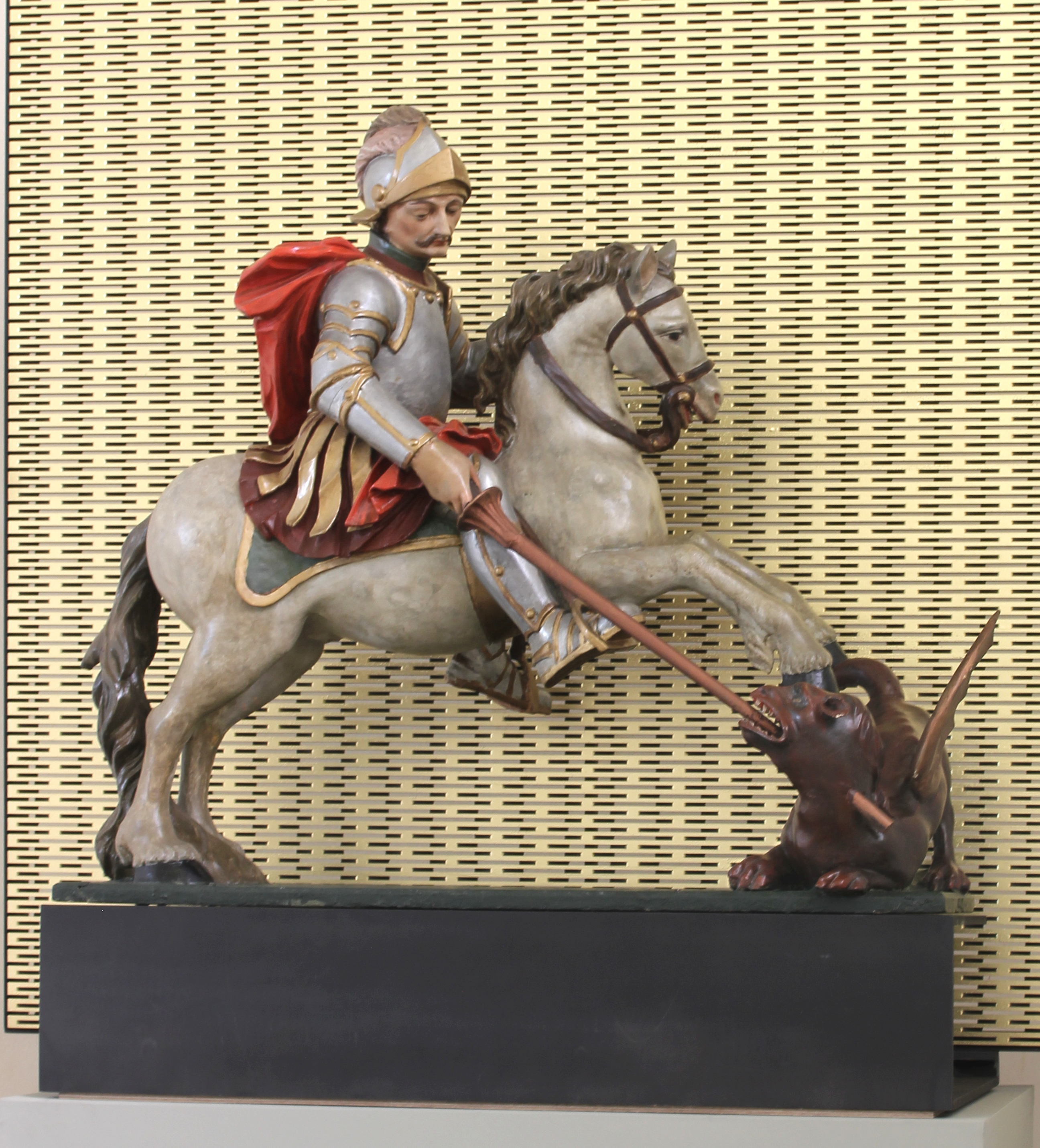
Hl. Georg

Links neben dem Altar stehen über einer Tür in der Vertäfelung der Apostel Petrus und Johannes der Täufer, rechts Paulus und Matthias. Durch diese Türen gingen die Gläubigen früher zum Opfergang um den Altar. Die Figuren am Durchgang zu den Seitenschiffen sind links die heilige Barbara und gegenüber der heilige Josef, rechts die heilige Katharina mit dem zerbrochenen Rad als Zeichen ihres Märtyrertodes und eine Madonna mit Kind. Die ursprünglich weißen Statuen im Chor und an den Seitenaltären waren 1855 bei einer „Modernisierung“ dem Zeitgeschmack entsprechend farbig gefasst worden. Seit der Kirchenerweiterung von 1961/62 sind sie außer der Mondsichelmadonna wieder weiß mit goldenen Applikationen.
Auf einem kleinen Tisch im Anbau rechts neben dem Chor steht eine etwa 85 cm hohe Reiterstatue des heiligen Georg, wahrscheinlich von 1772. Zu Füßen des sich aufbäumenden Pferdes liegt der Drache als gott- und menschenfeindliches Ungeheuer, mit dem Georg kämpft. Es ist Brauch in der Gemeinde, dass am Kirmessonntag die Urmitzer „Schorschjungen“ – das sind die 19-Jährigen – die Statue in der Kirmesprozession durch das Dorf tragen.
Im linken Anbau steht ein pokalförmiger Taufstein aus Basalt. Seine Entstehung wird in der Zeit um 1500 vermutet. Der Schaft wurde wahrscheinlich 1772 zusammen mit dem Bau der Kirche erneuert. Seitlich vom Taufstein hängt ein großes, oben gerundetes Ölgemälde von 1717, das aus der Vorgängerkirche stammt; eine Signatur ist nicht erkennbar. Das Bild zeigt Jesus am Kreuz und am Fuß des Kreuzes einen Früchte tragenden Weinstock. Die Bildlegende am unteren Rand lautet: „Ich Bin Der Wahre Weinstock, Ihr Die Reben“ (Joh 15,5 )
Im östlichen Anbau hängt an der Wand hinter dem Georgsaltar ein Holzkreuz von 2003 mit einem alten Korpus. Dieser Holzkorpus aus dem Jahr 1720 stammt vom alten Friedhofskreuz; er ist wahrscheinlich ein Werk des im Koblenzer Raum tätig gewesenen Bildhauers Johann Peter Pfeiffhoven.

Hochaltar und Statuen der Seitenaltäre
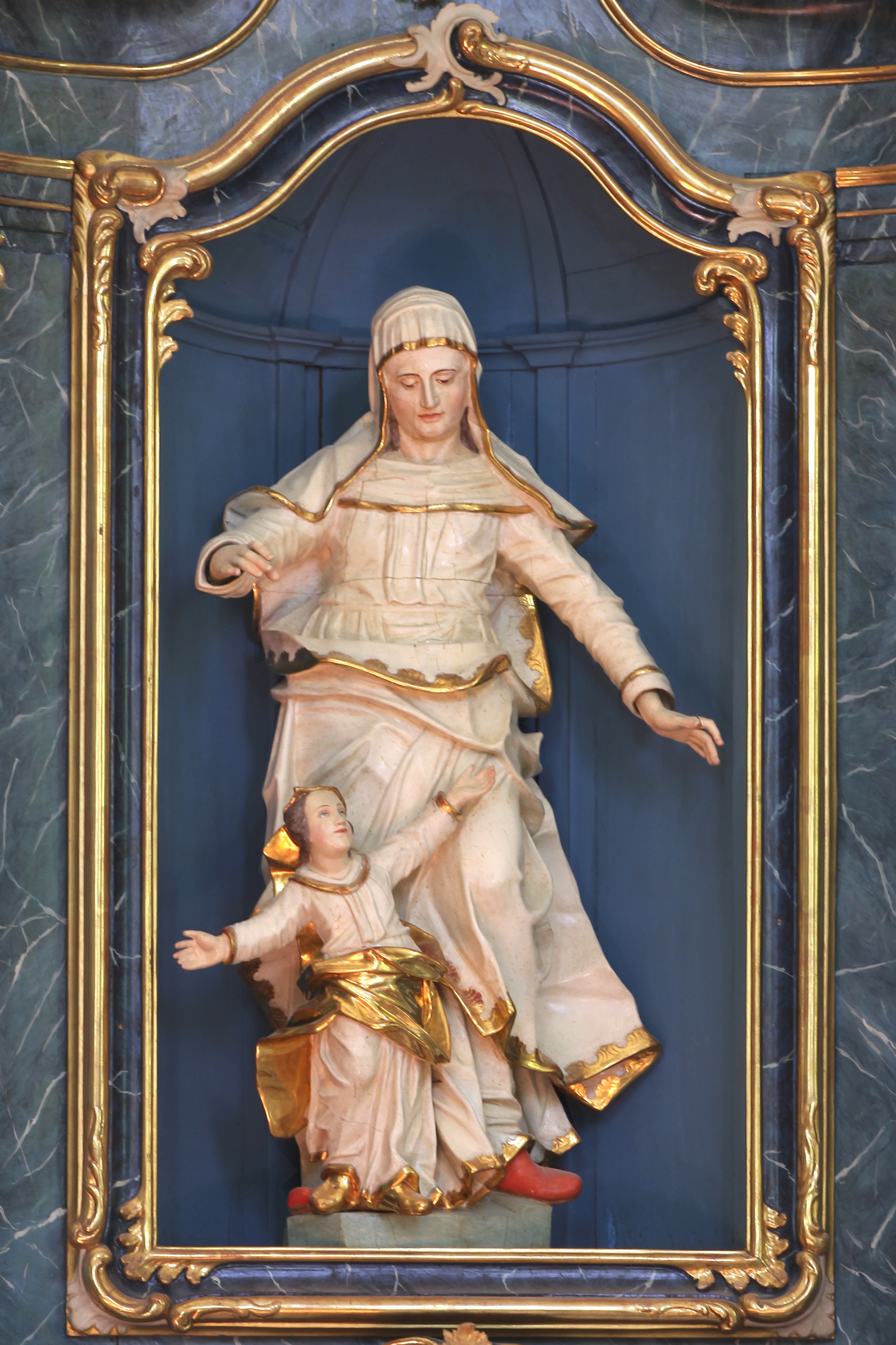
Hl. Anna mit Maria
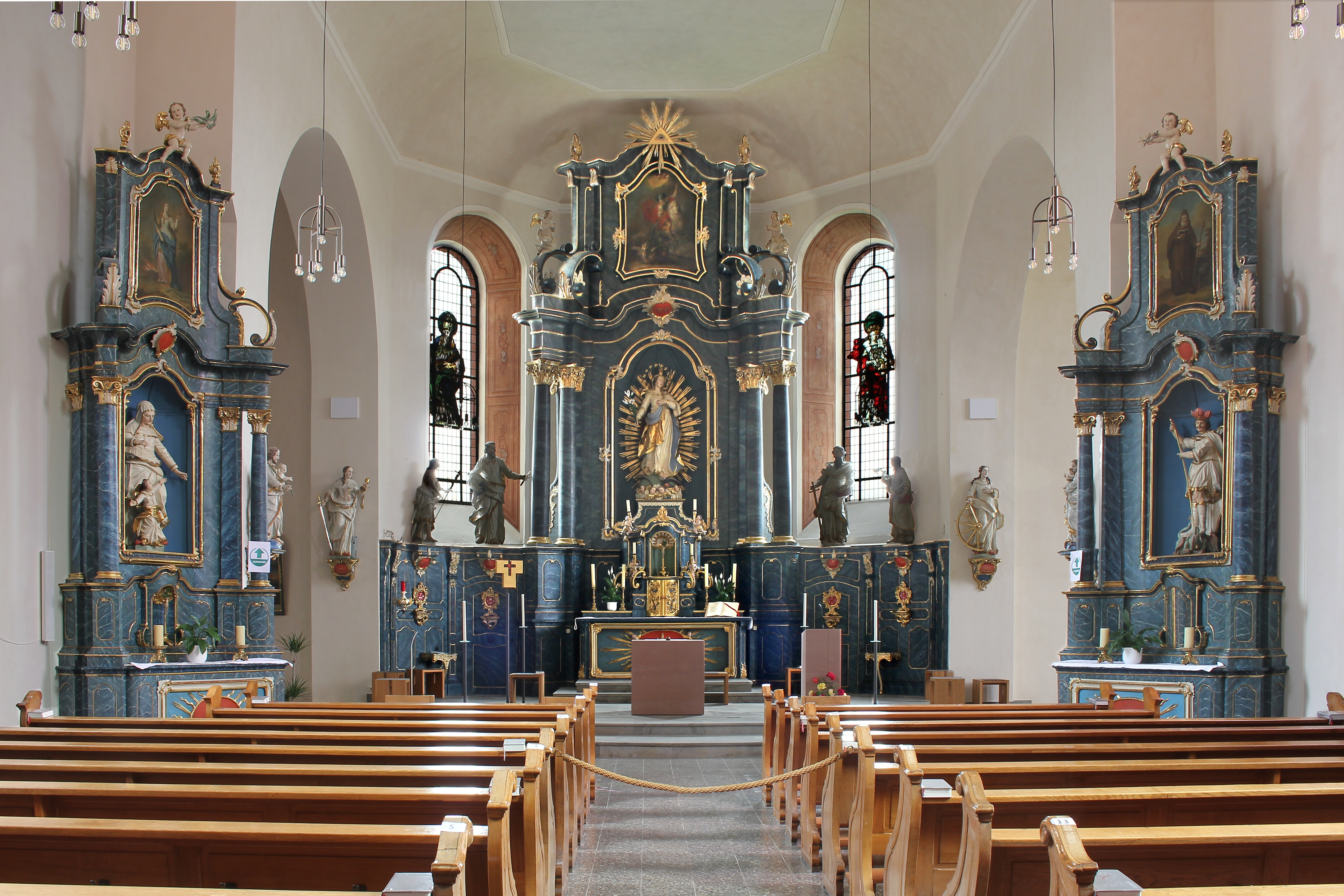
Altäre aus dem Jahr 1774 (2021)
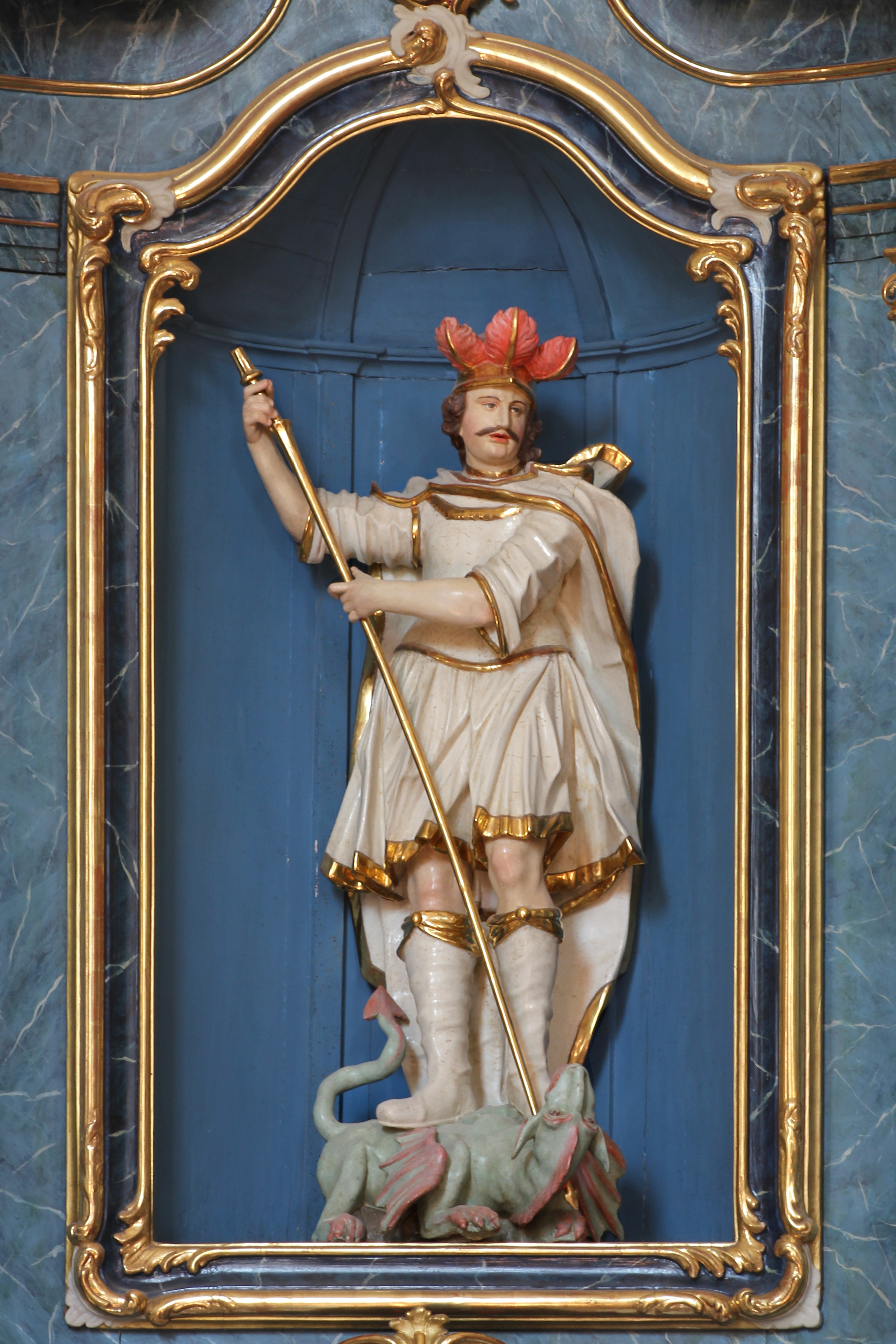
Hl. Georg

### Kommunionbank, Seitenaltäre und Kanzel
Eine geschweifte Kommunionbank schloss den Chor ab, bis sie nach der Liturgiereform des Zweiten Vatikanischen Konzils und bedingt durch die Anbauten an die Kirche entfiel. 
Die Seitenaltäre stehen schräg in den Ecken des Kirchenschiffs am Übergang zum Chor. Ihr Aufbau entspricht in kleinerem Maßstab dem Aufbau des Hochaltars. In der Mittelnische des linken Altars steht eine Statue der heiligen Anna mit Maria, darüber ein Ölbild der heiligen Thekla; die Holzskulptur im rechten Seitenaltar stellt den heiligen Georg dar, das Ölbild den heiligen Antonius den Einsiedler. Die kleinen Bilder oben an den Beichtstühlen zeigen Petrus und Maria Magdalena.
Die Kanzel, die ehemals links im Kirchenschiff vor dem Seitenaltar angebracht war, erhielt für etliche Jahre einen neuen Platz vorn rechts in dem Anbau; zu besteigen war sie nicht mehr. Anfang der 2020er-Jahre wurde sie wieder an ihren ursprünglichen Platz zurückgebracht.

### Volksaltar
In Verbindung mit der Liturgiereform wurden ein Volksaltar vor dem Hochaltar und ein Ambo aufgestellt. Beide Teile waren aus Holz und in Stil wie auch Farbe der alten Einrichtung angeglichen. An ihrer Stelle steht seit Juli 2020 je ein schlichter Block aus rotem Pfälzer Sandstein nach Plan und Entwurf der Architektin und Bildhauerin Eva von der Stein. Passend dazu schuf die Künstlerin das Altarkreuz und die Kerzenleuchter. Am 26. Juli 2020 weihte Bischof Stephan Ackermann den neuen Altar.

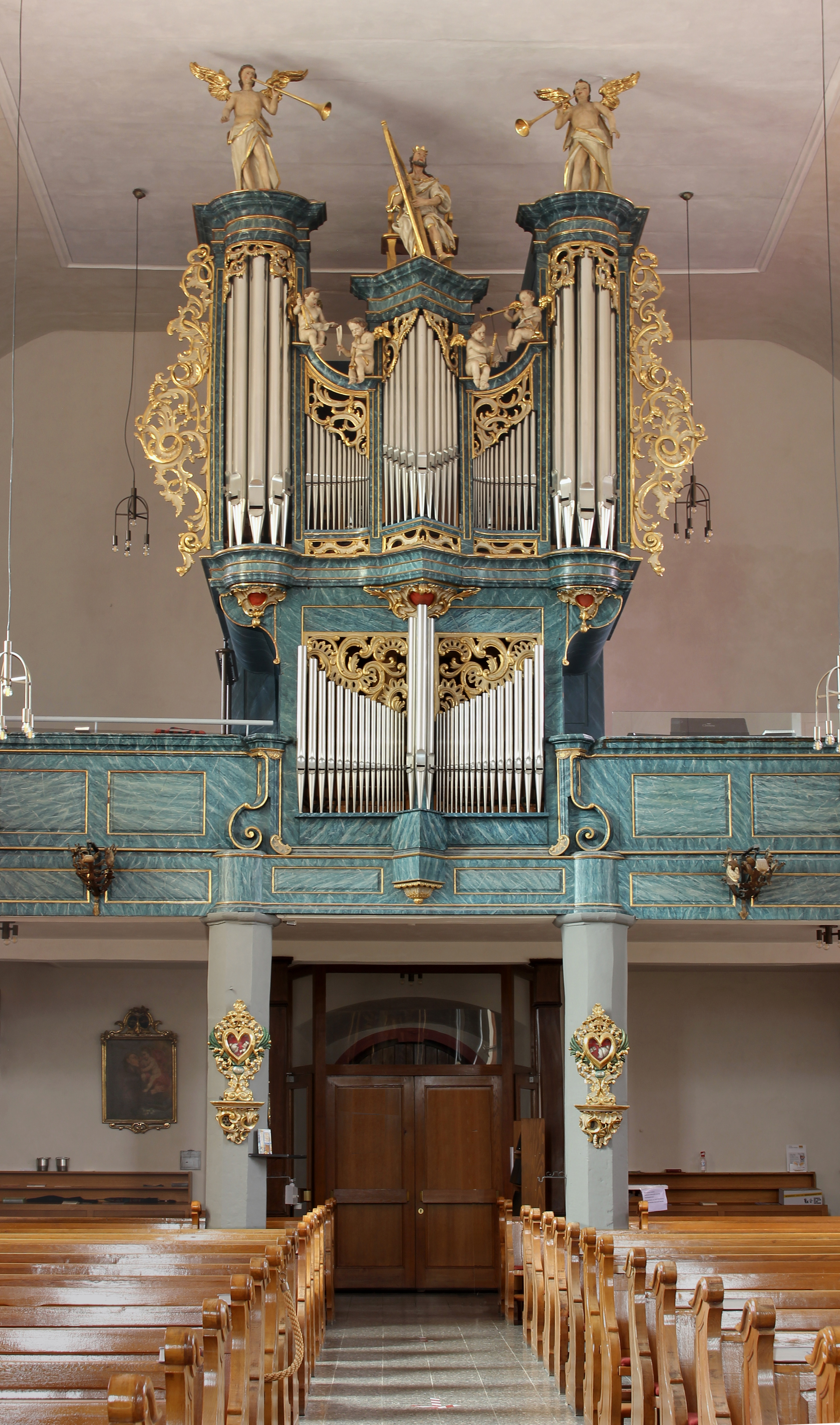
Haupteingang, Empore und historischer Prospekt der Orgel

### Gemälde
Fünf großformatige Gemälde von Benedikt Beckenkamp zeigen Darstellungen aus dem Leben Jesu, im Kirchenschiff Anbetung der Könige, signiert von Beckenkamp 1778, Abendmahl, Auferstehung und Himmelfahrt, im östlichen Anbau Verklärung Jesu auf dem Berg Tabor. Im rechten und linken beziehungsweise östlichen und westlichen Anbau hängen insgesamt acht nicht signierte Bilder, etwa 1 × 1,3 Meter groß, die Heinrich Foelix zugeordnet werden. Die Annahme seiner Urheberschaft stützt sich darauf, dass er als der hervorragendste Porträtmaler am kurfürstlichen Hof in Ehrenbreitstein galt. Als für ihn typische Porträts sind im rechten Anbau die Darstellungen der Apostel Thomas, Jakobus d. Ä., Andreas und Simon sowie im linken Anbau die Dreiviertelfiguren der Evangelisten Matthäus, Markus, Lukas und Johannes zu sehen.

### Orgel
Die erste Orgel der Urmitzer Kirche baute 1775 der Koblenzer Orgelbauer Ignaz Senft. Im Jahr 1925 setzte die Kölner Werkstatt Johannes Klais hinter das Barockgehäuse ein neues Pfeifenwerk, das 1967 von Josef Klein, Obersteinebach, restauriert wurde. 1996 lieferte Hugo Mayer Orgelbau ein neues Instrument mit Rückpositiv und 29 Registern auf drei Manualen und Pedal, mechanischer Spieltraktur und elektrischer Registertraktur mit elektronischen Setzerkombinationen. Der reich mit Schleierwerk verzierte historische Prospekt blieb erhalten. Er wird von dem Harfe spielenden König David und zwei Posaunenengeln bekrönt.

## Glocken
Die wahrscheinlich ersten Urmitzer Glocken waren die Georgsglocke von 1586 und eine kleinere Gocke von 1639. Diese Glocken hingen im Dachreiter der gotischen Vorgängerkirche und wurden 1772 in die neue Kirche übernommen. Im Laufe von rund 200 Jahren zerbrachen sie, die kleinere 1639, die größere 1814. Der Glockengießer Johann Friedrich Bernhard aus Tiefenbach bei Braunfels, der in Kettig einen Zweigbetrieb eröffnet hatte, schmolz sie 1817 ein und verwendete sie unter Zugabe von weiterem Material beim Guss einer 1084 Pfund schweren Georgsglocke und einer mit 845 Pfund leichteren Silvesterglocke. Außer diesen Glocken hing von 1778 bis 1917 im Dachreiter ein kleines, nur 50 kg schweres Glöckchen, das zur Wandlung und beim Begräbnis eines Kindes geläutet wurde. Am 14. Juli 1917 mussten die Georgsglocke und die kleine Glocke für Kriegszwecke abgegeben werden.
Nach Fertigstellung des Turms lieferte die Glockengießerei Petit & Gebr. Edelbrock aus Gescher im Münsterland am 17. Dezember 1924 fünf Bronzeglocken; die Silvesterglocke war in Zahlung gegeben worden. Glockenweihe war am 4. Adventssonntag, 24. Dezember 1924. Die mit 137 Kilogramm kleinste dieser fünf Glocken hängt als Wandlungsglocke im Dachreiter. Seit 1996 wird sie zur Wandlung in der Messe elektromechanisch angeschlagen. Vier Glocken wurden im Turm aufgehängt: die St.-Georgs-Glocke (1148 kg), Schlagton f, St.-Michaels-Glocke (663 kg), Schlagton as, Marienglocke (450 kg), Schlagton b, und St.-Johannes-Glocke (321 kg), Schlagton c. Alle vier Glocken fielen dem Krieg zum Opfer; am 7. April 1942 wurden sie beschlagnahmt und abtransportiert.
1948 kaufte die Pfarrei Urmitz von der Nachbargemeinde Mülheim, die ein neues Geläut bekam, eine 1890 gegossene 875 Kilogramm schwere Bronzeglocke mit Schlagton e. Nach Fertigstellung des Turms kamen drei wieder von Petit & Gebr. Edelbrock gegossene neue Glocken dazu; am 12. Juli 1953 wurden sie geweiht. Es sind die St.-Georgs-Glocke (710 kg), Schlagton g, Marienglocke (435 kg), Schlagton a, und St.-Johannes-Glocke (317 kg), Schlagton h.